# مارستون سنت لارنس
مارستون سنت لارنس (به انگلیسی: Marston St. Lawrence) یک روستا و محله مدنی در بریتانیا است که در ساوت نورث‌همپتون‌شر واقع شده‌است. مارستون سنت لارنس ۲۰۲ نفر جمعیت دارد.